# Flore de Tunisie
 (janvier 2017).
Si vous disposez d'ouvrages ou d'articles de référence ou si vous connaissez des sites web de qualité traitant du thème abordé ici, merci de compléter l'article en donnant les références utiles à sa vérifiabilité et en les liant à la section « Notes et références ».
La flore de Tunisie est constituée d'une grande diversité de plantes d'affinité principalement méditerranéenne : elle compte 2 828 espèces et sous-espèces, dont 2 526 indigènes, les autres étant des plantes introduites plus ou moins naturalisées (voire envahissantes pour certaines) d'après Alain Dobignard et Cyrille Chatelain.

## Espèces endémiques
Même si la Tunisie présente moins d'endémisme que le Maroc ou l'Algérie en raison d'une superficie et d'un relief moindre, elle abrite tout de même 39 à 73 espèces ou sous-espèces endémiques, selon les auteurs. 

## Espèces introduites
Comme en Europe, on distingue en Tunisie les archéophytes (plante introduite avant 1500) des néophytes (plante introduite après 1500). Cette distinction permet de différencier les introductions anciennes, souvent d'origines géographiques proches, de celle plus récentes, survenues après la découverte du continent américain et l'intensification des échanges internationaux. Des espèces très communes dans le paysage méditerranéen, comme le figuier de Barbarie (Opuntia ficus-indica) ou l'agave  (Agave americana) sont en fait d'origine mésoaméricaine.

## Par ordre systématique
Orchidées
La famille des Orchidacée est représenté par une cinquantaine d'espèces ou sous-espèces. On retrouve une flore orchidée typiquement méditerranéenne avec une prédominance du genre Ophrys. Plusieurs espèces sont localisées et/ou menacées dont trois présumées disparues du territoire tunisien. Serapias nurrica et Orchis pyramidal ne sont représentées en Tunisie que sur l'archipel de La Galite. La liste exhaustive des espèces de Tunisie est donnée ici d'après Martin et al. avec les synonymes les plus courants :
Epidendroideae
- Cephalanthera longifolia
- Platanthera bifolia subsp. Kuenkelei
- Neottia nidus-avis
- Limodorum abortivum

Orchidoideae
Orchidinae :
- Gennaria diphylla
- Himantoglossum hircinum
- Himantoglossum robertianum
- Neotinea maculata (Syn. Orchis intacta)
- Orchis patens
- Orchis pauciflora
- Orchis anthropophora
- Orchis italica
- Orchis laeta
- Orchis simia
- Anacamptis collina
- Anacamptis coriophora subsp. fragrans
- Anacamptis morio
- Anacamptis palustris - Disparue
- Anacamptis papilionacea
- Orchis pyramidal
- Dactylorhiza munbyana
- Serapias cordigera - Disparue
- Serapias lingua subsp. lingua
- Serapias lingua subsp. stenopetala
- Serapias nurrica
- Serapias parviflora
- Serapias strictiflora
- Ophrys apifera
- Ophrys aspea
- Ophrys bombyliflora
- Ophrys funerea
- Ophrys marmorata subsp. caesiela (Syn. Ophrys africana, Ophrys gazella)
- Ophrys battandieri
- Ophrys speculum subsp. speculum
- Ophrys carpitana (Syn. Ophrys flammeola)
- Ophrys atlantica
- Ophrys migoutiana
- Ophrys pseudomigoutiana
- Ophrys omegaifera subsp. hayekii (Syn. Ophrys mirabilis)
- Ophrys numida
- Ophrys tenthredinifera subsp. ficalhoana
- Ophrys tenthredinifera subsp. tenthredinifera
- Ophrys iricolor subsp. iricolor
- Ophrys iricolor subsp. mesaritica
- Ophrys iricolor subsp. vallesiana
- Ophrys lutea subsp. lutea
- Ophrys scolopax subsp. apiformis (Syn. Ophrys sphegifera)
- Ophrys scolopax subsp. scolopax

Spiranthinae :
- Spiranthes aestivalis - Disparue
- Spiranthes spiralis

## Par type biologique
Phanérophytes

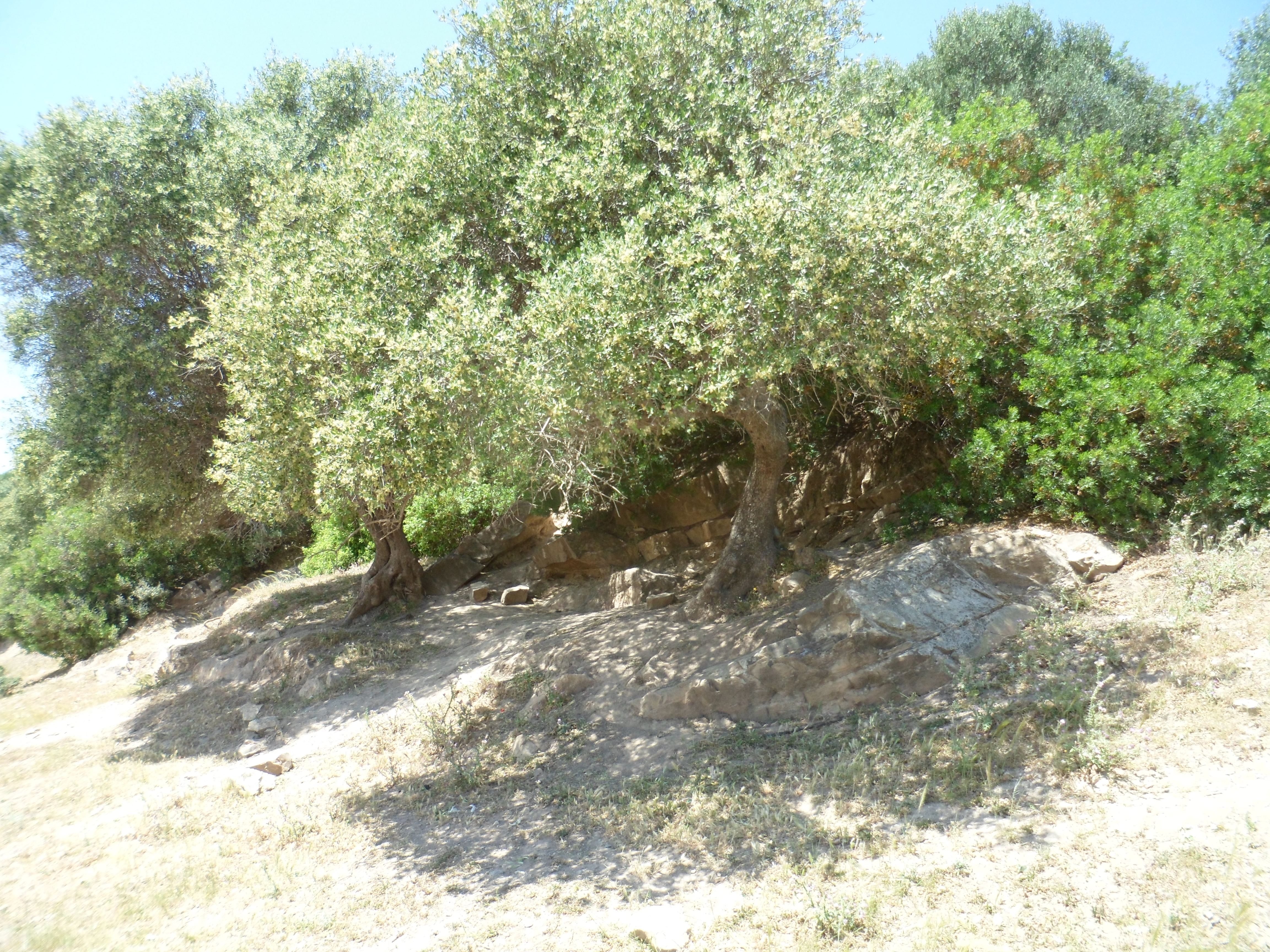
Olivier au Djebel Ichkeul.

Les arbres de Tunisie sont principalement d'affinité méditerranéenne ; les arbres indigènes sont :
- Pinus halepensis, le pin d'Alep ;
- Pinus pinaster, le pin maritime ;
- Tetraclinis articulata, le thuya de Barbarie (endémique du Maghreb) ;
- Cupressus sempervirens, le cyprès méditerranéen (possiblement natif de la région de Makthar où a été décrite la forme Cupressus sempervirens f. numidica) ;
- Juniperus oxycedrus, le genévrier cade ;
- Pommier de Sodome, le pommier de Sodome (espèce désertique) ;
- Quercus afares, le chêne afarès (endémique de l'écorégion Kabylie-Kroumirie) ;
- Quercus coccifera, le chêne kermès ;
- Quercus suber, le chêne-liège ;
- Quercus ilex, le chêne vert ;
- Quercus canariensis, le chêne zéen ;
- Populus nigra, le peuplier noir (d'affinité européenne humide) ;
- Populus alba, le peuplier blanc ;
- Tamarix africana, le tamaris d'Afrique ;
- Tamarix aphylla, le tamaris articulé ;
- Olea europaea, l'olivier ;
- Fraxinus angustifolia, le frêne oxyphylle ;
- Pistacia atlantica, le betoum ;
- Pistacia terebinthus, le pistachier térébinthe ;
- Pistacia lentiscus, le pistachier lentisque ;
- Vachellia tortilis subsp. raddiana, l'acacia faux-gommier est le seul acacia indigène de Tunisie ; cette espèce pré-désertique est en raréfaction mais une population est protégée dans le parc national de Bouhedma ;
- Ceratonia siliqua, le caroubier ;
- Prunus avium, le merisier (en Kroumirie) ;
- Prunus spinosa, le prunellier.

Le palmier dattier (Phoenix dactylifera) a été introduit dès l'Antiquité ; c'est également le cas du laurier-rose (Nerium oleander) et de la plupart des formes de cyprès méditerranéens (Cupressus sempervirens).